# Cocoșești (okręg Alba)
Cocoșești – wieś w Rumunii, w okręgu Alba, w gminie Avram Iancu. W 2011 roku liczyła 3 mieszkańców.